# Serena Williams
Serena Jameka  Williams (Saginaw, 26 de setembro de 1981) é uma ex-tenista profissional norte-americana, sendo amplamente considerada uma das maiores atletas de todos os tempos. Considerada uma das melhores e mais vitoriosas tenistas da história do esporte por especialistas e pelo público em geral, Serena marcou seu nome dentro das quadras por ser a maior campeã de Grand Slam na era aberta, com 23 títulos, tendo superado a alemã Steffi Graf no Australian Open 2017. Ao todo, venceu 23 torneios de Grand Slam em simples, o que a credencia como a segunda maior campeã da história de torneios de majors.
Ao longo de sua carreira, Serena conquistou os títulos de todos os torneios do Grand Slam em simples, incluindo o que ela autodenomina "Serena Slam", referindo-se aos quatro Grand Slam seguidos que ela venceu por duas vezes: (Roland-Garros 2002, Wimbledon 2002, US Open 2002 e Australian Open 2003) e (US Open 2014, Australian Open 2015, Roland-Garros 2015 e Wimbledon 2015). Williams também sagrou-se campeã em outros treze torneios de Grand Slam: Australian Open (2005, 2007, 2009, 2010), Roland-Garros (2013), Wimbledon (2003, 2009, 2010, 2012, 2016), e US Open (1999, 2008, 2012, 2013). Além dos 23 Grand Slams em simples, Serena venceu outros 14 em duplas, ao lado de sua irmã mais velha, Venus Williams, e mais dois em duplas mistas, chegando a incrível marca de 39 títulos em torneios desse porte.
Está incluída, tanto na modalidade de simples quanto nas duplas, na restrita lista das jogadoras que tem em seu currículo, todos os títulos de Grand Slams da turnê feminina. Também conquistou três medalhas de ouro Olímpicas nas duplas, essas vencidas nos Jogos Olímpicos de 2000, 2008 e 2012. Ganhou também uma Medalha de ouro Olímpica em simples nas Olimpíadas de Londres 2012. Além dessas conquistas, possui ainda cinco títulos em simples de WTA Finals.
Serena chegou primeira vez ao posto de número 1 do ranking mundial em 8 de julho de 2002. Passou 290 semanas como n.° 1 do mundo, é a terceira tenista em toda a história a ficar mais tempo no topo do ranking — a sua frente estão Martina Navrátilová (332) e Steffi Graf (377). Já conquistou 72 títulos de simples na carreira, marca superada somente por quatro tenistas: Martina Navratilova (167), Chris Evert (154), Steffi Graf (107) e Margaret Court (92).
Com a conquista do Torneio de Wimbledon de 2015, tornou-se na mais velha campeã de qualquer torneio do Grand Slam na Era Profissional, superando a marca de Martina Navratilova por 26 dias. Com isso, passou a ser a mais velha campeã de todos os quatro Slam: Wimbledon, com 33 anos e 289 dias, Australian Open, com 33 anos e 127 dias; Roland-Garros, aos 33 anos e 251 dias; e US Open, aos 32 anos e 330 dias. A vitoriosa carreira de Serena chegou ao fim na terceira rodada do US open, após ser derrotada por 2 sets a 1 pela australiana Ajla Tomljanović, no dia 2 de setembro de 2022.

## Estilo de jogo
Serena é basicamente uma jogadora de base ofensiva, por isso ocorre um alto risco, e é equilibrado em partes por seu saque. Ela tenta, desde o começo da partida, tomar conta do jogo, utilizando para isso seu poderoso saque combinado com seu também poderoso contra ataque. Williams tem poucas fraquezas técnicas que possam ser exploradas facilmente.
Seu saque é considerado por muitos como sendo um dos melhores no tênis feminino. Williams usa o backhand groundstroke com uma postura aberta e usa a mesma postura aberta para ela forehand, que são as duas formas de tiros usados em comícios de linha de base.
Ela consistentemente projeta grande ritmo e colocação com seus saques e no Australian Open de 2013, ela teve um pico de velocidade de 128,6 mph (207,0 kmh) que é o terceiro mais rápido de todos os tempos entre os jogadores do sexo feminino (apenas 129 mph de Vênus e 131 mph de Sabine Lisicki são as velocidades mais rápidas registradas).
O que faz com que ela sirva ainda mais mortal é a sua colocação da bola e sua capacidade de jogar de forma consistente tiros poderosos com grande precisão. No Campeonato de Wimbledon 2012, ela bateu recorde do torneio de mulheres de 102 aces que foi mais do que qualquer dos homens atingidos durante as duas semanas. Williams também possui uma sobrecarga muito sólida e poderosa. Embora muitos pensam de Williams como só uma jogadora ofensiva, ela também desempenha um forte jogo defensivo. Ela afirmou que sua superfície favorita é a argila porque lhe dá mais tempo para configurar seu tiro.

## Recordes e façanhas
Com os 23 troféus conquistados em torneios do Grand Slam, é a segunda maior campeã da história de torneios do gênero Steffi Graf e a um de igualar a australiana Margaret Court.
Com a conquista do torneio de Australian Open, torna-se na mais velha campeã de qualquer Grand Slam na Era Profissional.
É a mais velha campeã de todos os quatro Grand Slam do momento: Wimbledon, aos 34 anos, Australian Open, com 35 anos; Roland-Garros, aos 33 anos e 251 dias; e US Open, aos 32 anos e 330 dias.
Com a conquista do torneio de Wimbledon de 2015, chega ao total de US$ 72,6 milhões de prêmios oficiais acumulados na carreira, marca somente superada por três tenistas masculinos: Roger Federer, Novak Djokovic e Rafael Nadal.
Com oito conquistas, é de longe a tenista com mais de 30 anos em toda a história com maior número de troféus de torneios do Grand Slam. Muito acima dos três de Margaret Court e Martina Navratilova e dos dois obtidos por Chris Evert e Billie Jean King. Também venceram Ann Jones, Na Li e Virginia Wade.
Com sete troféus de simples em Wimbledon, ela se iguala a Steffi Graf e a dois de Martina Navrátilová. Serena tem ainda mais cinco de duplas em Wimbledon, ao lado da irmã Venus Williams.
Com a conquista do torneio de Wimbledon de 2015, ela, que já tinha a maior distância entre o primeiro e o mais recente troféu de Slam da Era Profissional, também passou a ter em toda a história do tênis, pois seu primeiro título foi no US Open de 1999, portanto há 15 anos e 10 meses, superando Helen Wills Moody.
Com 248 semanas, é a quartas tenista em toda a história do tênis a ficar mais tempo no topo do ranking mundial feminino. Ela somente é superada por Chris Evert (260), Martina Navratilova (332) e Steffi Graf com 377. A primeira vez que Serena chegou ao número 1 foi em 8 de julho de 2002.
Com a conquista do torneio de Wimbledon de 2015, chegou ao 68º título da carreira, igualando Evonne Goolagong e deixando Billie Jean King para trás. Com isso ficou atrás apenas de quatro tenistas: Martina Navratilova (167), Chris Evert (154), Steffi Graf (107) e Margaret Court (92).
Tem 280 vitórias em torneios do Grand Slam. E com essa marca, se aproxima de Chris Evert (299) e Martina Navratilova, com 306. Em Wimbledon, ela tem 79 vitórias, em 89 jogos disputados no torneio, ficando atrás apenas de Martina Navratilova (120) e Chris Evert, com 96 vitórias.
Serena ganhou 29 de suas últimas 31 finais disputadas. E suas últimas derrotas foram diante de Victoria Azarenka, nos torneios de Cincinnati e Doha de 2013.
Com 4 medalhas de ouro(uma no simples, três em duplas) Serena é a segunda maior campeã olímpica da história do tênis, entre homens e mulheres, apenas atrás de sua irmã Vênus Williams.
Nas Jogos Olímpicos de Londres 2012, protagonizou o primeiro ''pneu''(set vencido por 6/0) em uma final olímpica de tênis, bem como a partida mais curta(em número de games disputados)em uma final feminina de Olimpíadas na história do esporte.

## Polêmica exclusão em 2009
Nas meias-finais do US Open de 2009 (4.º e último torneio do Grand Slam da época) Serena Williams foi excluída do jogo com Kim Clijsters por decisão da árbitra de cadeira, após consulta do juiz-árbitro do torneio, por ter insultado e ameaçado uma juíza de linha que lhe assinalou uma falta de pé, falta essa que deu dois pontos de encontro (match points) à sua adversária, a regressada Kim Clijsters. Como anteriormente já tinha sido advertida (recebeu um warning) pela árbitra de cadeira por ter partido a raquete (o que constitui uma violação do código de conduta), a árbitra de cadeira considerou que os insultos e ameaças à juíza de linha constituíam uma 2.ª violação do código de conduta, violação essa que implica um ponto de penalização (penalty point); como após ter sido assinalada a falta de pé o marcador se encontrava em ponto de encontro (match point) a favor de Kim Clijsters, o ponto de penalização contra Serena deu a vitória a Kim, no que constitui uma decisão inédita ao nível da arbitragem no torneio do US Open. Posteriormente Serena Williams foi ainda multada pela organização do torneio.

## Vida pessoal
Serena tem ao todo cinco irmãs, incluindo a também tenista Venus Williams. As duas atualmente residem juntas em Palm Beach Gardens, na Flórida. Com um Prize money acumulado de US$ 92,543,816, é a tenista feminina que mais arrecadou ao longo da carreira. Serena também se aventura como atriz, fazendo participações em algumas séries como Law & Order, ER e My Wife and Kids. Em outubro de 2009, apareceu nua na capa da revista americana ESPN The Body Issue. Em 2015, fez uma pequena participação no filme Pixels.
Casou-se em novembro de 2017 com Alexis Ohanian, co-fundador da plataforma Reddit, em uma cerimônia secreta para familiares e amigos próximos, em Nova Orleans. A cerimônia contou com a presença de Kim Kardashian, Kanye West, Jay-Z e Beyoncé. Serena e Alexis casaram após dois meses e meio do nascimento da primeira filha do casal, Alexis Olympia Ohanian Jr.

## Grand Slam finais

### Simples: 33 (23–10)
| Resultado | Ano  | Campeonato           | Piso   | Oponentes           | Placar             |
| --------- | ---- | -------------------- | ------ | ------------------- | ------------------ |
| Campeã    | 1999 | US Open              | Duro   | Martina Hingis      | 6–3, 7–6(7–4)      |
| Vice      | 2001 | US Open              | Duro   | Venus Williams      | 2–6, 4–6           |
| Campeã    | 2002 | Aberto da França     | Saibro | Venus Williams      | 7–5, 6–3           |
| Campeã    | 2002 | Torneio de Wimbledon | Grama  | Venus Williams      | 7–6(7–4), 6–3      |
| Campeã    | 2002 | US Open (2)          | Duro   | Venus Williams      | 6–4, 6–3           |
| Campeã    | 2003 | Australian Open      | Duro   | Venus Williams      | 7–6(7–4), 3–6, 6–4 |
| Campeã    | 2003 | Wimbledon (2)        | Grama  | Venus Williams      | 4–6, 6–4, 6–2      |
| Vice      | 2004 | Wimbledon            | Grama  | Maria Sharapova     | 1–6, 4–6           |
| Campeã    | 2005 | Australian Open (2)  | Duro   | Lindsay Davenport   | 2–6, 6–3, 6–0      |
| Campeã    | 2007 | Australian Open (3)  | Duro   | Maria Sharapova     | 6–1, 6–2           |
| Vice      | 2008 | Wimbledon (2)        | Grama  | Venus Williams      | 5–7, 4–6           |
| Campeã    | 2008 | US Open (3)          | Duro   | Jelena Janković     | 6–4, 7–5           |
| Campeã    | 2009 | Australian Open (4)  | Duro   | Dinara Safina       | 6–0, 6–3           |
| Campeã    | 2009 | Wimbledon (3)        | Grama  | Venus Williams      | 7–6(7–3), 6–2      |
| Campeã    | 2010 | Australian Open (5)  | Duro   | Justine Henin       | 6–4, 3–6, 6–2      |
| Campeã    | 2010 | Wimbledon (4)        | Grama  | Vera Zvonareva      | 6–3, 6–2           |
| Vice      | 2011 | US Open (2)          | Duro   | Samantha Stosur     | 2–6, 3–6           |
| Campeã    | 2012 | Wimbledon (5)        | Grama  | Agnieszka Radwańska | 6–1, 5–7, 6–2      |
| Campeã    | 2012 | US Open (4)          | Duro   | Victoria Azarenka   | 6–2, 2–6, 7–5      |
| Campeã    | 2013 | Aberto da França (2) | Saibro | Maria Sharapova     | 6–4, 6–4           |
| Campeã    | 2013 | US Open (5)          | Duro   | Victoria Azarenka   | 7–5, 6–7(6–8), 6–1 |
| Campeã    | 2014 | US Open (6)          | Duro   | Caroline Wozniacki  | 6–3, 6–3           |
| Campeã    | 2015 | Australian Open (6)  | Duro   | Maria Sharapova     | 6–3, 7–6(7–5)      |
| Campeã    | 2015 | Aberto da França (3) | Saibro | Lucie Šafářová      | 6–3, 6–7(2–7), 6–2 |
| Campeã    | 2015 | Wimbledon (6)        | Grama  | Garbiñe Muguruza    | 6–4, 6–4           |
| Vice      | 2016 | Australian Open      | Duro   | Angelique Kerber    | 4–6, 6–3, 4–6      |
| Vice      | 2016 | Aberto da França     | Saibro | Garbiñe Muguruza    | 5–7, 4–6           |
| Campeã    | 2016 | Wimbledon (7)        | Grass  | Angelique Kerber    | 7–5, 6–3           |
| Campeã    | 2017 | Australian Open (7)  | Duro   | Venus Williams      | 6–4, 6–4           |
| Vice      | 2018 | Wimbledon            | Grama  | Angelique Kerber    | 3–6, 3–6           |
| Vice      | 2018 | US Open              | Duro   | Naomi Osaka         | 2–6, 4–6           |
| Vice      | 2019 | Wimbledon            | Grama  | Simona Halep        | 2–6, 2–6           |
| Vice      | 2019 | US Open              | Duro   | Bianca Andreescu    | 3–6, 5–7           |

### Duplas: 14 (14–0)
| Resultado | Ano  | Campeonato           | Piso   | Parceira       | Oponentes                           | Placar             |
| --------- | ---- | -------------------- | ------ | -------------- | ----------------------------------- | ------------------ |
| Campeã    | 1999 | French Open          | Saibro | Venus Williams | Martina Hingis Anna Kournikova      | 6–3, 6–7(2–7), 8–6 |
| Campeã    | 1999 | US Open              | Duro   | Venus Williams | Chanda Rubin Sandrine Testud        | 4–6, 6–1, 6–4      |
| Campeã    | 2000 | Torneio de Wimbledon | Grama  | Venus Williams | Julie Halard-Decugis Ai Sugiyama    | 6–3, 6–2           |
| Campeã    | 2001 | Australian Open      | Duro   | Venus Williams | Lindsay Davenport Corina Morariu    | 6–2, 2–6, 6–4      |
| Campeã    | 2002 | Wimbledon (2)        | Grama  | Venus Williams | Virginia Ruano Pascual Paola Suárez | 6–2, 7–5           |
| Campeã    | 2003 | Australian Open (2)  | Duro   | Venus Williams | Virginia Ruano Pascual Paola Suárez | 4–6, 6–4, 6–3      |
| Campeã    | 2008 | Wimbledon (3)        | Grama  | Venus Williams | Lisa Raymond Samantha Stosur        | 6–2, 6–2           |
| Campeã    | 2009 | Australian Open (3)  | Duro   | Venus Williams | Daniela Hantuchová Ai Sugiyama      | 6–3, 6–3           |
| Campeã    | 2009 | Wimbledon (4)        | Grama  | Venus Williams | Samantha Stosur Rennae Stubbs       | 7–6(7–4), 6–4      |
| Campeã    | 2009 | US Open (2)          | Duro   | Venus Williams | Cara Black Liezel Huber             | 6–2, 6–2           |
| Campeã    | 2010 | Australian Open (4)  | Duro   | Venus Williams | Cara Black Liezel Huber             | 6–4, 6–3           |
| Campeã    | 2010 | French Open (2)      | Saibro | Venus Williams | Květa Peschke Katarina Srebotnik    | 6–2, 6–3           |
| Campeã    | 2012 | Wimbledon (5)        | Grama  | Venus Williams | Andrea Hlaváčková Lucie Hradecká    | 7–5, 6–4           |
| Campeã    | 2016 | Wimbledon (6)        | Grama  | Venus Williams | Tímea Babos Yaroslava Shvedova      | 6–3, 6–4           |

### Duplas Mistas: 4 (2–2)
| Resultado | Ano  | Campeonato           | Piso   | Parceiro   | Oponentes                       | Placar             |
| --------- | ---- | -------------------- | ------ | ---------- | ------------------------------- | ------------------ |
| Vice      | 1998 | Aberto da França     | Saibro | Luis Lobo  | Justin Gimelstob Venus Williams | 3–6,4–6            |
| Campeã    | 1998 | Torneio de Wimbledon | Grama  | Max Mirnyi | Mahesh Bhupathi Mirjana Lučić   | 6–4, 6–4           |
| Campeã    | 1998 | US Open              | Duro   | Max Mirnyi | Patrick Galbraith Lisa Raymond  | 6–2, 6–2           |
| Vice      | 1999 | Australian Open      | Hard   | Max Mirnyi | David Adams Mariaan de Swardt   | 4–6, 6–4, 6–7(5–7) |

## WTA Títulos

### Simples
| Antes de 2009            | A partir de 2009      |
| ------------------------ | --------------------- |
| Grand Slam torneios (23) |                       |
| Ouro Olimpico (4)        |                       |
| WTA Championships (5)    |                       |
| Grand Slam Cup (1)       |                       |
| Tier I (10)              | Premier Mandatory (5) |
| Tier II (11)             | Premier 5 (4)         |
| Tier III (0)             | Premier (6)           |
| Tier IV (0)              | International (1)     |

### Finais
| N.  | Data                    | Torneio                                   | Piso          | Oponente na final        | Placar           |
| 1.  | 28 de fevereiro de 1999 | Paris, França                             | Carpete       | Amélie Mauresmo          | 2–6, 6–3, 7–6(4) |
| 2.  | 14 de março de 1999     | Indian Wells, Estados Unidos              | Dura          | Steffi Graf              | 6–3, 3–6, 7–5    |
| 3.  | 15 de agosto de 1999    | Los Angeles, Estados Unidos               | Dura          | Julie Halard-Decugis     | 6–1, 6–4         |
| 4.  | 12 de setembro de 1999  | US Open                                   | Dura          | Martina Hingis           | 6–3, 7–6(4)      |
| 5.  | 3 de outubro de 1999    | Grand Slam Cup, Alemanha                  | Dura          | Venus Williams           | 6–1, 3–6, 6–3    |
| 6.  | 21 de fevereiro de 2000 | Hanôver, Alemanha                         | Carpete       | Denisa Chládková         | 6–1, 6–1         |
| 7.  | 13 de agosto de 2000    | Los Angeles, Estados Unidos (2)           | Dura          | Lindsay Davenport        | 4–6, 6–4, 7–6(1) |
| 8.  | 8 de outubro de 2000    | Tóquio, Japão                             | Dura          | Julie Halard-Decugis     | 7–5, 6–1         |
| 9.  | 17 de março de 2001     | Indian Wells, Estados Unidos (2)          | Dura          | Kim Clijsters            | 4–6, 6–4, 6–2    |
| 10. | 19 de agosto de 2001    | Toronto, Canadá                           | Dura          | Jennifer Capriati        | 6–1, 6–7(7), 6–3 |
| 11. | 4 de novembro de 2001   | WTA Tour Championships, Munique, Alemanha | Dura          | Lindsay Davenport        | walkover         |
| 12. | 3 de março de 2002      | Scottsdale, Estados Unidos                | Dura          | Jennifer Capriati        | 6–2, 4–6, 6–4    |
| 13. | 1 de abril de 2002      | Miami, Estados Unidos                     | Dura          | Jennifer Capriati        | 7–5, 7–6(4)      |
| 14. | 19 de maio de 2002      | Roma, Itália                              | Saibro        | Justine Henin            | 7–6(6), 6–4      |
| 15. | 2 de junho de 2002      | Roland Garros                             | Saibro        | Venus Williams           | 7–5, 6–3         |
| 16. | 7 de julho de 2002      | Wimbledon                                 | Grama         | Venus Williams           | 7–6(4), 6–3      |
| 17. | 8 de setembro de 2002   | US Open (2)                               | Dura          | Venus Williams           | 6–4, 6–3         |
| 18. | 22 de setembro de 2002  | Tóquio, Japão (2)                         | Dura          | Kim Clijsters            | 2–6, 6–3, 6–3    |
| 19. | 29 de setembro de 2002  | Leipzig, Alemanha                         | Carpete       | Anastasia Myskina        | 6–3, 6–2         |
| 20. | 26 de janeiro de 2003   | Aberto da Austrália                       | Dura          | Venus Williams           | 7–6(4), 3–6, 6–4 |
| 21. | 3 de fevereiro de 2003  | Paris, França (2)                         | Carpete       | Amélie Mauresmo          | 6–3, 6–2         |
| 22. | 29 de março de 2003     | Miami, Estados Unidos (2)                 | Dura          | Jennifer Capriati        | 4–6, 6–4, 6–1    |
| 23. | 6 de julho de 2003      | Wimbledon (2)                             | Grama         | Venus Williams           | 4–6, 6–4, 6–2    |
| 24. | 4 de abril de 2004      | Miami, Estados Unidos (3)                 | Dura          | Elena Dementieva         | 6–1, 6–1         |
| 25. | 26 de setembro de 2004  | Pequim, China                             | Dura          | Svetlana Kuznetsova      | 4–6, 7–5, 6–4    |
| 26. | 29 de janeiro de 2005   | Aberto da Austrália (2)                   | Dura          | Lindsay Davenport        | 2–6, 6–3, 6–0    |
| 27. | 2 de janeiro de 2007    | Aberto da Austrália (3)                   | Dura          | Maria Sharapova          | 6–1, 6–2         |
| 28. | 31 de março de 2007     | Miami, Estados Unidos (4)                 | Dura          | Justine Henin            | 0–6, 7–5, 6–3    |
| 29. | 9 de março de 2008      | Bangalore, Índia                          | Dura          | Patty Schnyder           | 7–5, 6–3         |
| 30. | 5 de abril de 2008      | Miami, Estados Unidos (5)                 | Dura          | Jelena Jankovic          | 6–1, 5–7, 6–3    |
| 31. | 20 de abril de 2008     | Charleston, Estados Unidos                | Saibro        | Vera Zvonareva           | 6–4, 3–6, 6–3    |
| 32. | 7 de setembro de 2008   | US Open (3)                               | Dura          | Jelena Jankovic          | 6–4, 7–5         |
| 33. | 31 de janeiro de 2009   | Aberto da Austrália (4)                   | Dura          | Dinara Safina            | 6–0, 6–3         |
| 34. | 5 de julho de 2009      | Wimbledon (3)                             | Grama         | Venus Williams           | 7–6(3), 6–2      |
| 35. | 1 de novembro de 2009   | WTA Tour Championships, Doha, Qatar       | Dura          | Venus Williams           | 6–2, 7–6(4)      |
| 36. | 30 de janeiro de 2010   | Aberto da Austrália (5)                   | Dura          | Justine Henin            | 6–4, 3–6, 6–2    |
| 37. | 3 de julho de 2010      | Wimbledon (4)                             | Grama         | Vera Zvonareva           | 6–3, 6–2         |
| 38. | 31 de julho de 2011     | Stanford, Estados Unidos                  | Dura          | Marion Bartoli           | 7-5, 6-1         |
| 39. | 14 de agosto de 2011    | Toronto, Canadá                           | Dura          | Samantha Stosur          | 6-4, 6-2         |
| 40. | 8 de abril de 2012      | Charleston, Estados Unidos                | Saibro        | Lucie Šafářová           | 6-0, 6-1         |
| 41. | 13 de maio de 2012      | Madri, Espanha                            | Saibro        | Victoria Azarenka        | 6-1, 6-3         |
| 42. | 7 de julho de 2012      | Wimbledon (5)                             | Grama         | Agnieszka Radwańska      | 6-1, 5-7, 6-2    |
| 43. | 15 de julho de 2012     | Stanford, Estados Unidos                  | Dura          | Coco Vandeweghe          | 7-5, 6-3         |
| 44. | 4 de agosto de 2012     | Londres 2012                              | Grama         | Maria Sharapova          | 6-0, 6-1         |
| 45. | 9 de setembro de 2012   | US Open (4)                               | Dura          | Victoria Azarenka        | 6-2, 2-6, 7-5    |
| 46. | 28 de outubro de 2012   | WTA Tour Championships, Istanbul, Turquia | Dura (indoor) | Maria Sharapova          | 6-4, 6-3         |
| 47. | 5 de janeiro de 2013    | Brisbane, Austrália                       | Dura          | Anastasia Pavlyuchenkova | 6-2, 6-1         |
| 48. | 31 de março de 2013     | Miami, Estados Unidos (6)                 | Dura          | Maria Sharapova          | 4-6, 6-3, 6-0    |
| 49. | 7 de abril de 2013      | Charleston, Estados Unidos                | Saibro        | Jelena Jankovic          | 3-6, 6-0, 6-2    |
| 50. | 12 de maio de 2013      | Madri, Espanha                            | Saibro        | Maria Sharapova          | 6-1, 6-4         |
| 51. | 19 de maio de 2013      | Roma, Itália                              | Saibro        | Victoria Azarenka        | 6-1, 6-3         |
| 52. | 8 de junho de 2013      | Roland Garros, França (2)                 | Saibro        | Maria Sharapova          | 6-4 ,6-4         |
| 53. | 21 de julho de 2013     | Bastad, Suécia                            | Saibro        | Johanna Larsson          | 6–4, 6–1         |
| 54. | 11 de agosto de 2013    | Toronto, Canadá                           | Dura          | Sorana Cîrstea           | 6–2, 6–0         |
| 55. | 8 de setembro de 2013   | US Open (5)                               | Dura          | Victoria Azarenka        | 7-5, 6-4         |
| 56. | 6 de outubro de 2013    | Pequim, China                             | Dura          | Jelena Jankovic          | 6–2, 6–2         |
| 57. | 27 de outubro de 2013   | WTA Tour Championships, Istanbul, Turquia | Dura (indoor) | Na Li                    | 2-6, 6-3, 6-0    |
| 58. | 29 de dezembro de 2013  | Brisbane, Austrália                       | Dura          | Victoria Azarenka        | 6-4, 7-5         |
| 59. | 17 de março de 2014     | Miami, Estados Unidos (7)                 | Dura          | Li Na                    | 7-5, 6-1         |
| 60. | 12 de maio de 2014      | Roma, Itália                              | Saibro        | Sara Errani              | 6-3, 6-0         |
| 61. |                         | Stanford, EUA                             | Dura          | Angelique Kerber         | 7-6 (1), 6-3     |

### Duplas
| Antes de 2009            | A partir de 2009      |
| ------------------------ | --------------------- |
| Grand Slam torneios (13) |                       |
| Ouro Olimpico (3)        |                       |
| WTA Championships (0)    |                       |
| Tier I (1)               | Premier Mandatory (1) |
| Tier II (2)              | Premier 5 (0)         |
| Tier III (1)             | Premier (1)           |
| Tier IV (0)              | International (0)     |

| N.  | Data                    | Torneio                        | Piso    | Parceiro       | Oponente na final                              | Placar           |
| 1.  | 23 de fevereiro de 1998 | Oklahoma, Estados Unidos       | Dura    | Venus Williams | Catalina Cristea Kristine Kunce                | 7–5, 6–2         |
| 2.  | 12 de outubro de 1998   | Zurique, Suíça                 | Carpete | Venus Williams | Mariaan de Swardt Elena Tatarkova              | 5–7, 6–1, 6–3    |
| 3.  | 15 de fevereiro de 1999 | Hanôver, Alemanha              | Carpete | Venus Williams | Alexandra Fusai Nathalie Tauziat               | 5–7, 6–2, 6–2    |
| 4.  | 24 de maio de 1999      | Roland Garros                  | Saibro  | Venus Williams | Martina Hingis Anna Kournikova                 | 6–3, 6–7(7), 8–6 |
| 5.  | 30 de agosto de 1999    | US Open                        | Dura    | Venus Williams | Chanda Rubin Sandrine Testude                  | 4–6, 6–1, 6–4    |
| 6.  | 26 de junho de 2000     | Wimbledon                      | Grama   | Venus Williams | Julie Halard-Decugis Ai Sugiyama               | 6–3, 6–2         |
| 7.  | 18 de setembro de 2000  | Olimpíada de Sydney, Austrália | Dura    | Venus Williams | Kristie Boogert Miriam Oremans                 | 6–1, 6–1         |
| 8.  | 15 de janeiro de 2001   | Aberto da Austrália            | Dura    | Venus Williams | Lindsay Davenport Corina Morariu               | 6–2, 4–6, 6–4    |
| 9.  | 24 de junho de 2002     | Wimbledon (2)                  | Grama   | Venus Williams | Virginia Ruano Pascual Paola Suárez            | 6–2, 7–5         |
| 10. | 24 de setembro de 2002  | Leipzig, Alemanha              | Carpete | Venus Williams | Janette Husárová Paola Suárez                  | 6–3, 7–5         |
| 11. | 13 de janeiro de 2003   | Aberto da Austrália (2)        | Dura    | Venus Williams | Virginia Ruano Pascual Paola Suárez            | 4–6, 6–4, 6–3    |
| 12. | 5 de julho de 2008      | Wimbledon (3)                  | Grama   | Venus Williams | Lisa Raymond Samantha Stosur                   | 6–2, 6–2         |
| 13. | 18 de setembro de 2008  | Olimpíada de Pequim, China     | Dura    | Venus Williams | Anabel Medina Garrigues Virginia Ruano Pascual | 6–2, 6–0         |
| 14. | 30 de janeiro de 2009   | Aberto da Austrália (3)        | Dura    | Venus Williams | Ai Sugiyama Daniela Hantuchová                 | 6–3, 6–3         |
| 15. | 4 de julho de 2009      | Wimbledon (4)                  | Grama   | Venus Williams | Samantha Stosur Rennae Stubbs                  | 7–6(7), 6–4      |
| 16. | 2 de agosto de 2009     | Stanford, Estados Unidos       | Dura    | Venus Williams | Chan Yung-jan Monica Niculescu                 | 6–4, 6–1         |
| 17. | 14 de setembro de 2009  | US Open (2)                    | Dura    | Venus Williams | Cara Black Liezel Huber                        | 6–2, 6–2         |
| 18. | 28 de janeiro de 2010   | Aberto da Austrália (4)        | Dura    | Venus Williams | Cara Black Liezel Huber                        | 6–4, 6–3         |
| 19. | 15 de maio de 2010      | Madri, Espanha                 | Saibro  | Venus Williams | Gisela Dulko Flavia Pennetta                   | 6–2, 7–5         |
| 20. | 3 de junho de 2010      | Roland Garros (2)              | Saibro  | Venus Williams | Květa Peschke Katarina Srebotnik               | 6–2, 6–3         |
| 21. | 7 de julho de 2012      | Wimbledon (5)                  | Grama   | Venus Williams | Andrea Hlaváčková Lucie Hradecká               | 7–5, 6–4         |
| 22. | 5 de agosto de 2012     | Olimpíada de Londres           | Grama   | Venus Williams | Andrea Hlaváčková Lucie Hradecká               | 6-4, 6-4         |